# Lonsana Doumbouya
Lonsana Doumbouya (26 september 1990) is een Frans voetballer van Guinese afkomst die bij voorkeur als aanvaller speelt. Hij tekende in 2015 bij Cercle Brugge.

## Clubcarrière
Doumbouya speelde in Frankrijk voor CO Saint-Dizier, EA Guingamp B en Genêts Anglet. In 2011 kwam hij bij RFC Sérésien terecht, dat hij in januari 2012 verruilde voor RCS Verviétois. Tijdens het seizoen 2012/13 was de spits goed voor elf doelpunten in 32 competitiewedstrijden voor RCS Verviétois in Derde klasse B. In 2013 tekende hij bij AFC Tubize, waar hij in zijn eerste seizoen negen doelpunten maakte in 30 competitiewedstrijden. Het seizoen erop was de Fransman tienmaal trefzeker in 29 competitiewedstrijden. Op 3 juni 2015 maakte Cercle Brugge de komst van Doumbouya bekend. Hij tekende een contract voor twee seizoenen met optie op een extra jaar.